# Vibrac (Charente-Maritime)
Vibrac – miejscowość i gmina we Francji, w regionie Nowa Akwitania, w departamencie Charente-Maritime.
Według danych na rok 1990 gminę zamieszkiwały 144 osoby, a gęstość zaludnienia wynosiła 29 osób/km² (wśród 1467 gmin regionu Poitou-Charentes Vibrac plasuje się na 849. miejscu pod względem liczby ludności, natomiast pod względem powierzchni na miejscu 1073.).